# アナバシン

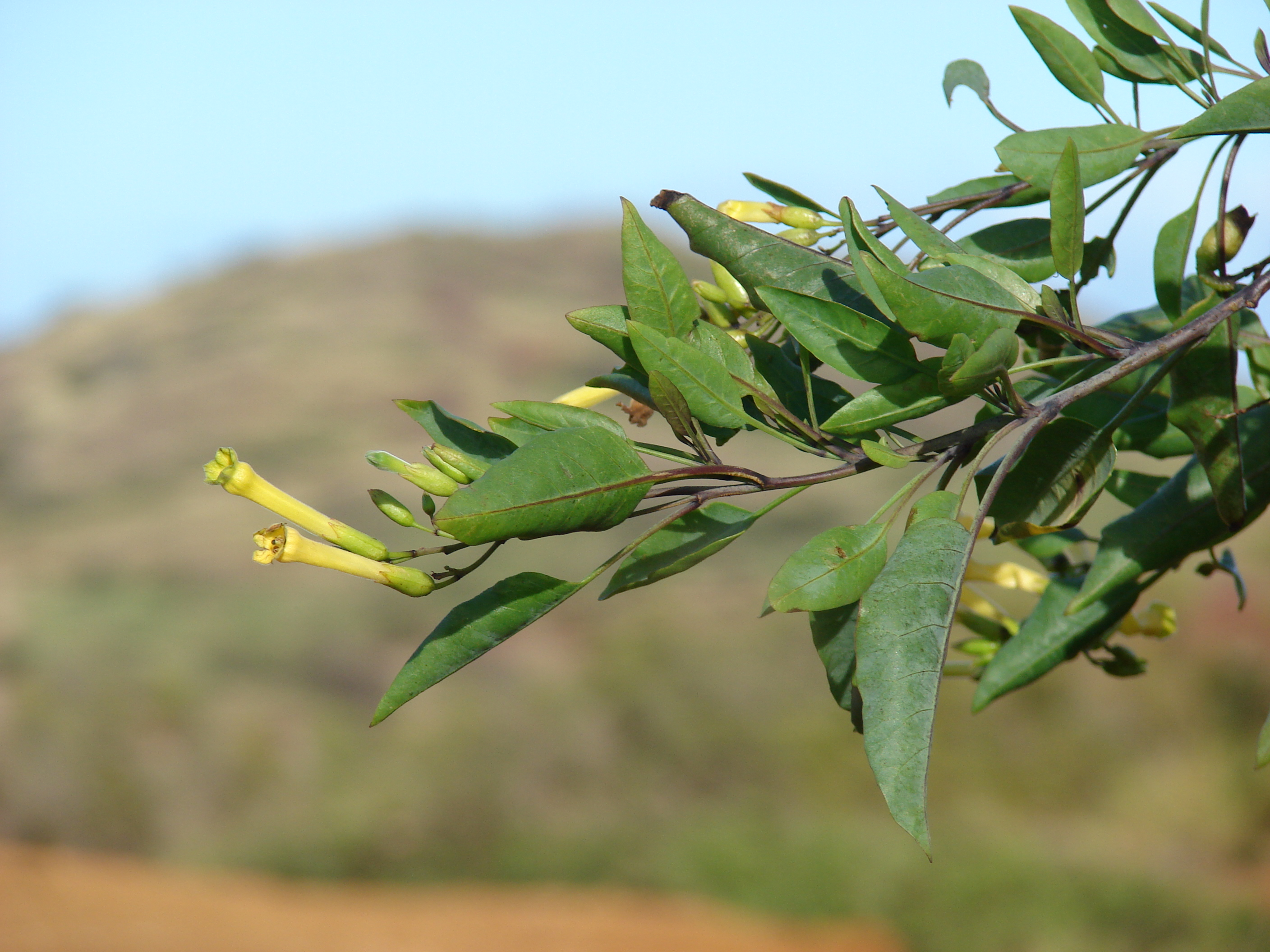
キダチタバコ

アナバシン (Anabasine) とはニコチンの類縁化合物でニコチノイドの一種である。光学活性化合物で、天然に存在するのは (S)-(-)体でCAS登録番号は [494-52-0]、非天然型の (R)-(+)体は [34366-21-7]、ラセミ体は [13078-04-1] である。(S)-(-)体の比旋光度 [α]D20 は −83.1°。アカザ科アナバシス属の植物 (Anabasis aphylla)、南米原産のキダチタバコ (Nicotiana glauca) に含まれる。ネオニコチンともいう。

## 薬理学
アナバシンはニコチンアセチルコリン受容体アゴニスト毒素であり、ニコチンアセチルコリンエステラーゼ受容体に作用するアセチルコリンエステラーゼ阻害剤である。また、アナバシンはヒトへのタバコの煙の暴露を調べる指標である。多量のアナバシンはニコチンアセチルコリン受容体の減極遮断を引き起こしニコチン中毒による死に至らせる。
工業的には殺虫剤として製造されている。